# 9757 Felixdejager
A 9757 Felixdejager (ideiglenes jelöléssel 1991 GA6) a Naprendszer kisbolygóövében található aszteroida. Eric Walter Elst fedezte fel 1991. április 8-án.